# Alfons Depla
Alfons Depla (Ruddervoorde, 16 juni 1860 - Den Haag, 14 oktober 1924) was een Belgisch arts, provincieraadslid en Vlaams activist. Tijdens de Eerste Wereldoorlog was hij lid van de Raad van Vlaanderen.

## Levensloop
Alfons werd geboren als zoon van Quirinus Depla en van Seraphina Kerckaert. Tijdens zijn humaniorajaren in het Sint-Jozefscollege van Tielt, was hij actief in de Vlaamsgezinde 'Lettergilde' en in de Blauwvoeterie.
In 1878 werd hij student aan de Katholieke Universiteit Leuven en promoveerde in 1884 tot doctor in de geneeskunde. In 1879 was hij er oprichter van een toneelgroep, de Leuvense Spelersgilde en van de Westvlaamse Club. Hij was ook lid van Met Tijd en Vlijt en van het Davidsfonds. Hij was betrokken bij de stichting van tijdschriften: het satirische Kwaepenninck, De Tassche (1881) en Onze Vlaamsche Wekker (1882). Hij was ook actief bij de almanak 't Manneke uit de Mane. Dit bracht mee dat hij werd opgenomen in het discrete genootschap rond Hugo Verriest, De Swighende Eede. Hij werd lid van de redactieraad van De Vlaamsche Vlagge en vanaf 1898 tot minstens 1907 was hij verantwoordelijk uitgever, als dekmantel voor de seminaristen die er de leiding hadden maar bisschoppelijk verbod kregen om er nog aan mee te werken.
In 1886 was hij medeoprichter en penningmeester van het West-Vlaams Oud-Hoogstudentenverbond. Hij schreef artikels in het mede door hem opgerichte Biekorf (over Kneipp en zijn geneeskunde), Dietsche Warande en Belfort en in De Nieuwe Tijd, het tijdschrift van Hugo Verriest. In het laatste blad schreef hij over de profylaxe van allerlei infectieziekten, jicht en bijziendheid.
Depla vestigde zich als arts in Kortrijk en werd bevriend met priester Edouard De Gryse en samen met Emiel Lauwers stichtten ze de Kortrijkse Gilde der Ambachten, basis van de christelijke arbeidersbeweging.
In 1893 schreef hij voor de Gazette van Kortrijk  een reeks artikelen over cholera, die toen te Brugge de kop opstak. 
Van 1894 tot 1900 zetelde hij voor de arbeidersvleugel van de katholieke partij in de West-Vlaamse provincieraad, waar hij zich als Vlaamsgezinde en 'linkse' verkozene deed opmerken. Hij nam ook deel aan acties zoals aan de oproep van 1909, gericht aan de bisschoppen en de politici, om de vernederlandsing van het hoger onderwijs te vragen.

## Depla en Guido Gezelle
In 1891 trouwde Depla met Helena Dutoit (1868-1896). Bij die gelegenheid schreef Guido Gezelle een lang gedicht, rechtstreeks gericht aan de echtgenote. In 1894 schreef Gezelle nog een gedichtje in het Frans, naar aanleiding van de verkiezing van Depla in de provincieraad.

## Activist
Tijdens de Eerste Wereldoorlog trad hij toe tot het activisme. Hij steunde de vernederlandsing van de Gentse universiteit en werd in juli 1917 lid van de Raad van Vlaanderen. In augustus tot november 1918 zetelde hij in de Commissie van Zaakgelastigden. 
Hij werd na de oorlog bij verstek ter dood veroordeeld. Hij was ondertussen naar Nederland gevlucht en werd in Den Haag, samen met Hendrik Mommaerts en Leo Meert, bestuurder van het Vlaamsch Comité, dat de beschikbare gelden beheerde waarmee steun werd verleend aan uitgeweken activisten. In 1921 richtte hij mee het Verbond van Nationalisten De Blauwvoet op. 
Na zijn overlijden werd hij geprezen door zijn geestgenoten en tot voorbeeld gesteld aan de nieuwe generaties.